# Bergheim (Troisdorf)
Bergheim ist eine der zwölf Ortschaften von Troisdorf im nordrhein-westfälischen Rhein-Sieg-Kreis. Als südlichste der Ortschaften Troisdorfs grenzt sie unmittelbar an die kreisfreie Stadt Bonn.

## Geschichte
Bergheim wurde im 11. Jahrhundert erstmals urkundlich erwähnt. 1330 kam Bergheim mit Müllekoven zum Amt Porz. 1338 wurde in Bergheim ein Hochgericht eingerichtet, zuständig für Bergheim, Müllekoven und Mondorf. Um 1400 gehörten Bergheim und Müllekoven zum Amt Porz. 1446 gehörte Bergheim mit Müllekoven und Spich zum Amt Löwenburg. Im Zuge der Gemeindereform wurde am 1. August 1969 die Gemeinde Sieglar nach Troisdorf eingemeindet.

## Einwohner
Am 1. Januar 2023 hatte Bergheim 5.728 Einwohner. Die Bevölkerung ist in keinem anderen Ortsteil Troisdorfs so rasant angewachsen wie hier. So zählte man im Jahr 1914 nur 1.822 und im Jahr 1969 nur 2.571 Einwohner. Das neue Wohngebiet „Am Krausacker“ für junge Familien hat für starken Zuzug gesorgt. Es steht im Kontrast zum „alten“ Bauern- und Fischerdorf Bergheim.

## Sehenswürdigkeiten

### Siegaue
Sehenswert sind das zu Bergheim gehörende Landschaftsschutzgebiet Siegaue und Siegmündung. Bei Hochwasser wird die Aue zu einer ausgedehnten Wasserlandschaft. In trockenen Zeiten ist die Siegaue Brutgebiet vieler seltener Vogelarten. Zahlreiche Rad- und Wanderwege laden zur Erkundung der Siegaue und des nahen Rheinufers ein. Kurz vor der Siegmündung liegt die Gaststätte Zur Siegfähre mitsamt der namensgebenden Fähre nach Bonn-Geislar.

### Fischereimuseum Bergheim
Das Fischereimuseum in Bergheim wurde 1986 von der Fischerei-Bruderschaft zu Bergheim an der Sieg errichtet und zeigt die Geschichte der Zunft und des Ortes.

### Fachwerkhäuser in Bergheim
In Bergheim findet man noch einige der für die Region typischen Fachwerkhäuser, von denen zahlreiche in die Liste der Baudenkmäler in Troisdorf aufgenommen wurden.